# Extra (revista de Bruguera)
Extra... fue una colección de tebeos editada por Bruguera entre 1982 y 1985, en relación con sus cabeceras El DDT, Lily, Mortadelo, Pepe Gotera y Otilio, Pulgarcito, Rompetechos, Sacarino, Tio Vivo y Zipi y Zape, de las que aparecían como números especiales:
| Número | Año  | Título                  | Precio |
| ------ | ---- | ----------------------- | ------ |
| 1      | 1982 | Lily. Primavera         |        |
| 2      | 1982 | Tio Vivo. Fútbol        |        |
| 3      | 1982 | DDT. Mayo florido       |        |
| 4      | 1982 | Mortadelo. Verano       |        |
|        |      |                         |        |
|        |      |                         |        |
|        |      |                         |        |
|        |      |                         |        |
|        |      |                         |        |
| 99     | 1985 | Sacarino. Risa invernal | 140    |

Al igual que el resto de publicaciones creadas en los años setenta (Super Mortadelo, Super Tío Vivo, Mortadelo Gigante, etc.), "Extra" se completaba con reediciones de material ya publicado.